# Fußballer des Jahres in Usbekistan
Der Titel Fußballer des Jahres wird in Usbekistan seit 1992 vergeben. Rekordtitelträger sind Maksim Shatskix und Mirjalol Qosimov mit jeweils vier Auszeichnungen. Seit 1996 wird auch der beste Trainer ausgezeichnet, die meisten Auszeichnungen (5) erhielt dort Yuriy Sarkisyan.

## Liste der Titelträger

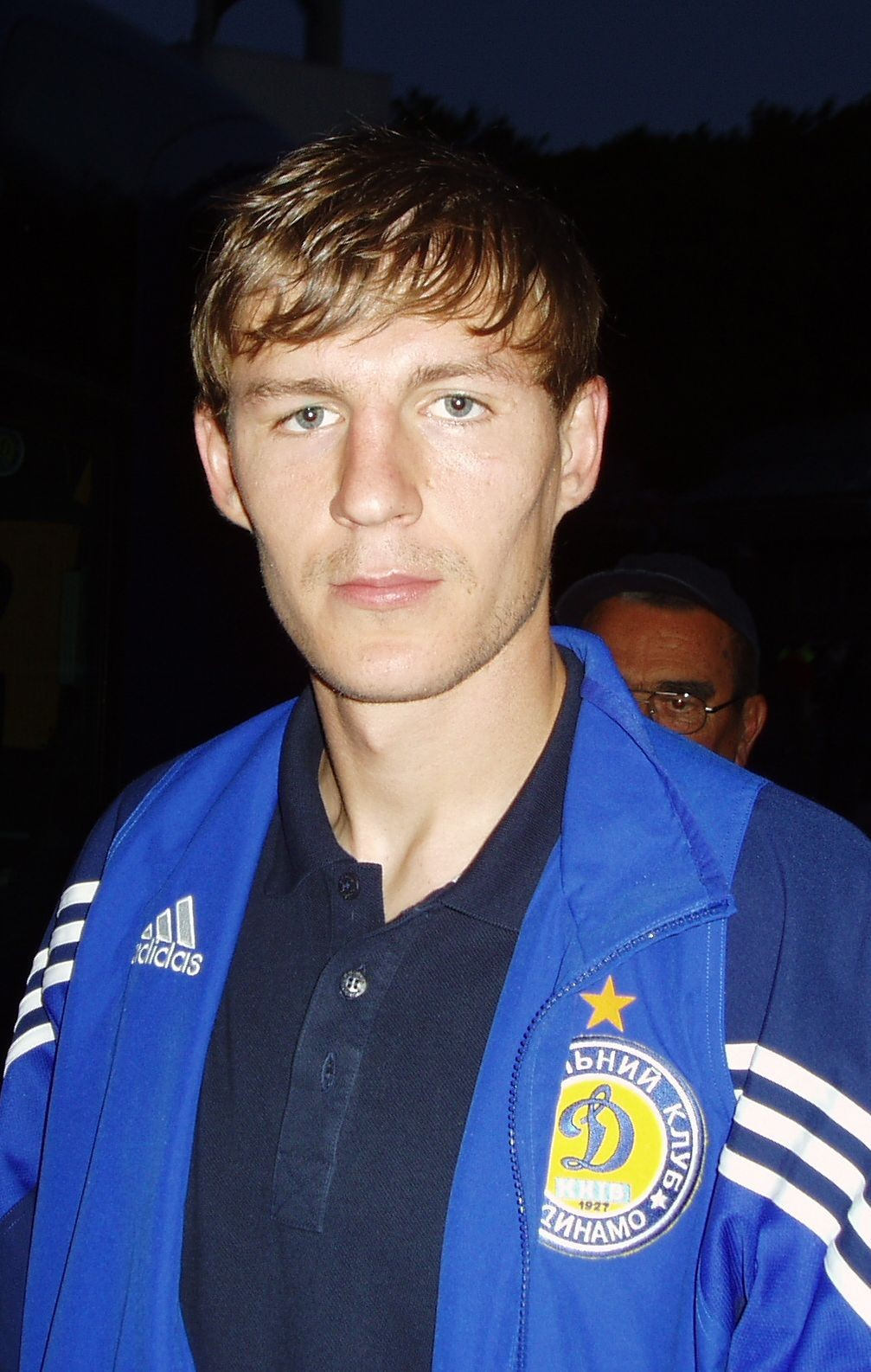
Rekordsieger Maksim Shatskix

- Jahr: Nennt das Jahr, für das der Spieler ausgezeichnet wurde.
- Spieler: Nennt den Namen des Spielers.
- Verein: Nennt den Verein, für den der Spieler zum damaligen Zeitpunkt gespielt hat.

| Jahr | Spieler               | Verein                |
| ---- | --------------------- | --------------------- |
| 1992 | Valeriy Kechinov      | Paxtakor Taschkent    |
| 1993 | Mirjalol Qosimov      | Paxtakor Taschkent    |
| 1994 | Igor Shkvirin         | Maccabi Netanja       |
| 1995 | Oleg Shatskix         | Navbahor              |
| 1996 | Pavel Bugalo          | Paxtakor Taschkent    |
| 1997 | Pavel Bugalo          | Paxtakor Taschkent    |
| 1998 | Mirjalol Qosimov      | Paxtakor Taschkent    |
| 1999 | Andrey Akopyans       | Paxtakor Taschkent    |
| 2000 | Jafar Irismetov       | FC Dustlik            |
| 2001 | Mirjalol Qosimov      | Krylja Sowetow Moskau |
| 2002 | Aleksandr Geynrix     | Paxtakor Taschkent    |
| 2003 | Maksim Shatskix       | Dynamo Kiew           |
| 2004 | Mirjalol Qosimov      | Alanija Wladikawkas   |
| 2005 | Maksim Shatskix       | Dynamo Kiew           |
| 2006 | Maksim Shatskix       | Dynamo Kiew           |
| 2007 | Maksim Shatskix       | Dynamo Kiew           |
| 2008 | Server Jeparov        | Bunyodkor Taschkent   |
| 2009 | Odil Ahmedov          | Paxtakor Taschkent    |
| 2010 | Server Jeparov        | Bunyodkor Taschkent   |
| 2011 | Odil Ahmedov          | Anschi Machatschkala  |
| 2012 | Sanjar Tursunov       | Alanija Wladikawkas   |
| 2013 | Vitaliy Denisov       | Lokomotive Moskau     |
| 2014 | Odil Ahmedov          | FK Krasnodar          |
| 2015 | Odil Ahmedov          | FK Krasnodar          |
| 2016 | Odil Ahmedov          | FK Krasnodar          |
| 2017 | Marat Bikmaev         | Lokomotiv Tashkent    |
| 2018 | Odil Ahmedov          | Shanghai SIPG         |
| 2019 | Eldor Shomurodov      | FK Rostow             |
| 2020 | Jaloliddin Masharipov | Paxtakor Taschkent    |
| 2021 | Eldor Shomurodov      | AS Rom                |
| 2022 | Jamshid Iskandarov    | Navbahor              |

## Ranglisten

### Spieler
- Platz: Nennt die Platzierung des Spielers innerhalb dieser Rangliste. Diese wird durch die Anzahl der Titel bestimmt. Bei gleicher Anzahl von Titeln wird alphabetisch sortiert.
- Spieler: Nennt den Namen des Spielers.
- Anzahl: Nennt die Anzahl der errungenen Titel.
- Jahre: Nennt die Spielzeit(en), in denen der Spieler Fußballer des Jahres wurde.

| Platz | Spieler          | Anzahl | Jahre                              |
| ----- | ---------------- | ------ | ---------------------------------- |
| 1.    | Odil Ahmedov     | 6      | 2009, 2011, 2014, 2015, 2016, 2018 |
| 2.    | Maksim Shatskix  | 4      | 2003, 2005, 2006, 2007             |
| 2.    | Mirjalol Qosimov | 4      | 1993, 1998, 2001, 2004             |
| 4.    | Pavel Bugalo     | 2      | 1996, 1997                         |
| 4.    | Server Jeparov   | 2      | 2008, 2010                         |
| 4.    | Eldor Shomurodov | 2      | 2019, 2021                         |

Alle weiteren bisherigen Preisträger erhielten eine Auszeichnung.

### Vereine
- Platz: Nennt die Platzierung des Vereins innerhalb dieser Rangliste. Diese wird durch die Anzahl der Titel bestimmt. Bei gleicher Anzahl von Titeln wird alphabetisch sortiert.
- Verein: Nennt den Namen des Vereins.
- Land: Nennt das Land des Vereins
- Anzahl: Nennt die Anzahl der errungenen Titel.
- Jahre: Nennt die Spielzeit(en), in denen ein Spieler des Vereins Fußballer des Jahres wurden.

| Platz | Verein                | Land                | Anzahl | Jahre                                                |
| ----- | --------------------- | ------------------- | ------ | ---------------------------------------------------- |
| 1.    | Pakhtakor Tashkent    | Usbekistan          | 9      | 1992, 1993, 1996, 1997, 1998, 1999, 2002, 2009, 2020 |
| 2.    | Dynamo Kiew           | Ukraine             | 4      | 2003, 2005, 2006, 2007                               |
| 3.    | FK Krasnodar          | Russland            | 3      | 2014, 2015, 2016                                     |
| 4.    | Bunyodkor Taschkent   | Usbekistan          | 2      | 2008, 2010                                           |
| 4.    | Alanija Wladikawkas   | Russland            | 2      | 2004, 2012                                           |
| 4.    | Navbahor Namangan     | Usbekistan          | 2      | 1995, 2022                                           |
| 7.    | Anschi Machatschkala  | Russland            | 1      | 2011                                                 |
| 7.    | FC Dustlik            | Usbekistan          | 1      | 2000                                                 |
| 7.    | Krylja Sowetow Moskau | Russland            | 1      | 2001                                                 |
| 7.    | Lokomotive Moskau     | Russland            | 1      | 2013                                                 |
| 7.    | Maccabi Netanja       | Israel              | 1      | 1994                                                 |
| 7.    | Lokomotiv Tashkent    | Usbekistan          | 1      | 2017                                                 |
| 7.    | Shanghai Port FC      | Volksrepublik China | 1      | 2018                                                 |
| 7.    | FK Rostow             | Russland            | 1      | 2019                                                 |
| 7.    | AS Rom                | Italien             | 1      | 2021                                                 |